# Helga Stevens
Helga Stevens (Sint-Truiden, 9 d'agost de 1968) és una política flamenca. És eurodiputada de la Nieuw-Vlaamse Alliantie des 2014. És coneguda per la seva lluita pels drets de les persones amb discapacitat.

## Biografia
Helga Stevens va néixer sorda i va estudiar en una escola especial per persones sordes de Hasselt, però més tard es va canviar a una escola inclusiva de Sint-Truiden. Després d'estar un any a Saint Louis (Missouri), va estudiar dret a la KU Leuven de Lovaina. Llavors va tornar als Estats Units, on es va graduar en dret per l'Escola de Dret de la Universitat de Califòrnia a Berkeley el curs 1993/94. El 1996 va començar a treballar per a la Unió Europea de Sords i va ser una membre activa de la Federació d'Organitzacions Flamenques de Sords.
Stevens va ser candidata al Senat belga per primera vegada el 1999 en la desena posició de la llista de Volksunie. El 2003 va ser de nou candidata al Senat ser de nou candidat per al Senat el 2003 per la Nieuw-Vlaamse Alliantie. Va ser escollida diputada del Parlament de Flandes el 2004 i senadora el 2007. Va ser reelegit pel Parlament Flamenc el 2009 i com a senadora el 2010.
El maig de 2014, Stevens va ser elegida eurodiputada. El novembre del mateix any va ser nomenada vicepresidenta del grup dels Conservadors i Reformistes Europeus. A més de les seves assignacions dels comitès, Stevens exerceix de presidenta de l'intergrup sobre Discapacitats del Parlament Europeu. L'octubre de 2016 es va anunciar que seria la candidata a presidenta del Parlament Europeu per part del grup dels Conservadors i Reformistes Europeus.